# Rio Catolé Grande
O rio Catolé Grande é um curso de água localizado no sudoeste do estado da Bahia, no Brasil Nasce no município de Vitória da Conquista e desagua no rio Pardo, em Itapetinga. De sua nascente até a foz são aproximadamente 80 km de extensão. Na área urbana de Itapetinga, ele percorre um curso de aproximadamente 9,5 km, enquanto nos demais municípios percorre áreas rurais ou com urbanização pouco densa.
Será responsável por grande parte do abastecimento hídrico da cidade de Vitória da Conquista, 3ª maior cidade da Bahia, na qual a Barragem do Catolé, localizada em Barra do Choça, está sendo implantada.